# NGC 3166
NGC 3166 (другие обозначения — UGC 5516, MCG 1-26-24, ZWG 36.64, KCPG 228A, IRAS10111+0340, PGC 29814) — галактика в созвездии Секстант.
Этот объект входит в число перечисленных в оригинальной редакции «Нового общего каталога».
В галактике вспыхнула сверхновая SN 2012cw типа Ic, её пиковая видимая звездная величина составила 16,5.
Галактика NGC 3166 входит в состав группы галактик NGC 3169. Помимо NGC 3166 в группу также входят NGC 3156, NGC 3165, NGC 3169 и UGC 5539.